# Fredeluga lúgubre
La fredeluga lúgubre (Vanellus lugubris) és una espècie d'ocell de la família dels caràdrids (Charadriidae) que habita sabanes arborades de la zona afrotròpica, al sud de Mali, Sierra Leone, Libèria, Costa d'Ivori, sud de Ghana i de Togo, sud-oest de Nigèria, des de Gabon cap a l'est fins a Kenya i nord de Tanzània, i cap al sud, per Moçambic fins al nord-est de Sud-àfrica; oest d'Angola.